# Корнилий Выговский
Корнилий Выговский (в миру Конон; ок. 1570 — 1695) — религиозный деятель, противник церковных реформ патриарха Никона, причислен старообрядцами к лику святых.

## Биография
Конон родился в городе Тотьме, в крестьянской семье; почувствовав влечение к иноческой жизни, он в пятнадцать лет оставил родительский дом и после трех лет скитания по монастырям, постригся в монастыре Святого Корнилия Комельского с именем Корнилий. Пробыв там 24 года, он вновь пошел странствовать и поселился, наконец, в Чудовом монастыре в Москве. Отсюда патриарх Иосиф взял его к себе в пекари. Пробыв два года в этой должности, Корнилий направился в Новгород и там был пекарем у митрополита Аффония, а потом у его преемника Никона. Здесь познакомился он с известным игуменом Досифеем.
Из Новгорода Корнилий опять вернулся в Москву; патриарх Иосиф поставил его к Архангельскому собору и поручил ему наблюдение за узниками духовного звания. Обязанность эта тяготила Корнилия, а потому, по смерти патриарха, он вернулся в Чудов монастырь. Когда Никон стал вводить правленные книги и измененные обряды, Корнилий бежал с Досифеем на Дон, пробыл там три года, вернулся было в Кирилло-Белозерский монастырь, но когда и туда проникли новые церковные обряды, удалился в Нилову пустынь. Здесь он принял деятельное участие в открытом сопротивлении властям, которое оказали иноки при введении у них церковных новшеств.

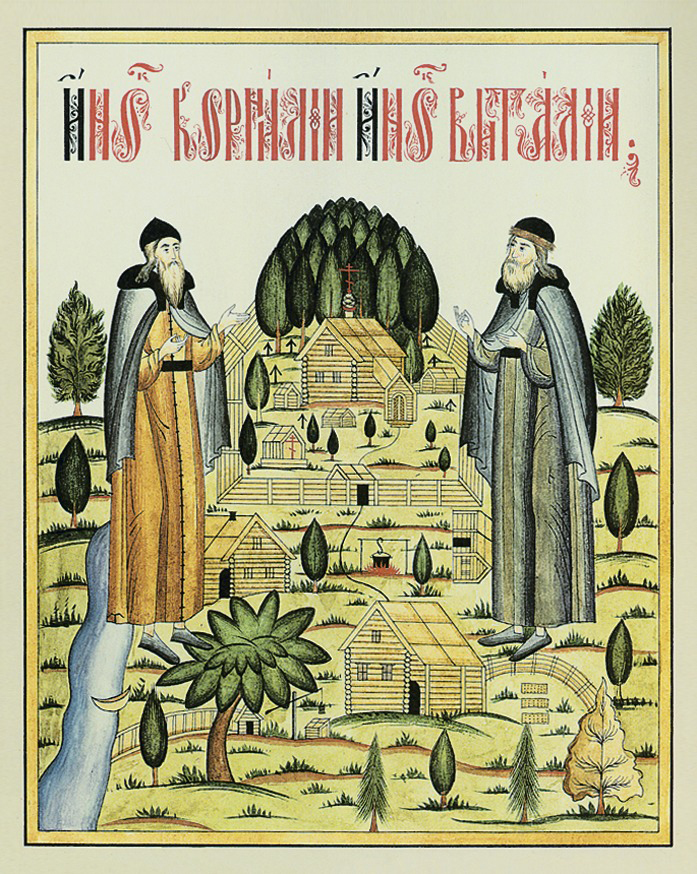
Священноиноки Корнилий и Виталий (справа), основатели Выгорецкой обители.

После этого Корнилий бежал в Олонецкие пределы, где проявил себя ревностным противником никоновской реформы. Поселившись сначала на реке Воуле недалеко от Пудоги, он затем переходил с места на место (жил на Кяткозере, на Нигозере, на Белом острове Водлозера, на Немозере, на Гавушозере), пока не поселился окончательно на реке Выге. Во время странствований он имел постоянные связи с лидерами старообрядческого движения, которые высоко почитали мудрого начитанного проповедника («сам книга бяше», говорит о нем биограф), являвшего образец строгой иноческой жизни.
На Выге он благословил Даниила Викулина на устройство знаменитого впоследствии Выговского общежития. Корнилий Выговский скончался 21 марта 1695 года, по преданию ста двадцати пяти лет от роду. После смерти Корнилий был канонизован. Ему была составлена особая служба. 
Житие Корнилия с его чудесами известно в двух редакциях: одна, первоначальная, написана до 1723 г. его учеником Пахомием, другая, позднейшая, является литературной обработкой первой и принадлежит перу выговца Трифона Петрова и была написана в 1731 году. Обе редакции встречаются во множестве рукописей. Первая пересказана С. В. Максимовым в его «Рассказах из истории старообрядчества» СПб. 1861 год, а вторая — Александром Б. (Бровковичем) в «Описании некоторых сочинений, написанных русскими раскольниками в пользу раскола». СПб. 1861 г., часть I.